# Otto Dix
Otto Dix (født 2. december 1891, død 25. juli 1969) var en tysk maler og grafiker. Han er mest kendt for sine brutale, men ærlige fremstillinger af 1. verdenskrigs grusomheder og den borgerlige dekadence i mellemkrigstidens Weimarrepublik. Han regnes for en af de vigtigste malere i den Den nye saglighed (Die neue Sachlichkeit).
Ægteparret Martha og Otto Dix havde tre børn: datteren Nelly (1923-55) og sønnerne Ursus (1927-2002) og Jan (1928-2019).

## Baggrund og arbejde
Otto Dix blev født i Untermhaus, som nu er en forstad til Gera i Tyskland. Han var den ældste søn af en smelteovnsarbejder, med en mor som havde skrevet poesi i sin ungdom og en fætter som var maler. Han kom ind på kunst- og kunsthåndværkskolen i Dresden i 1910.
Ved udbruddet af den 1. verdenskrig, meldte han sig som frivillig, og blev artilleribefalingsmand med kommando over en maskingeværdeling på Vestfronten. Han deltog i slaget ved Somme, og blev såret flere gange. Han blev forflyttet til Østfronten i 1917, og var der indtil fronten blev nedlagt. Ved krigens afslutning blev han tildelt Jernkorset af anden grad.
Dix blev stærkt berørt af synsindtrykkene han fik i krigen. Krigsminderne blev til kunstneriske arbejder i flere af hans værker, men måske stærkest i mappen med 50 raderinger som han kaldte «Krig» som kom i 1924.
I slutningen af 1918 kom han tilbage til Gera, men kun en kort tid. Han begyndte på Hochschule für Bildende Künste Dresden (Højskole for billedkunst i Dresden) året efter. Han blev medlem af Dresden- secession mens han var ekspressionistisks inspirereret. Efter at have mødt George Grosz, som var Dadatilhænger, begyndte han at lægge collage-elementer ind i sine værker. Disse blev udstillet i den første Dada-udstilling i Berlin. Parallelt dermed udstillede på den tyske ekspressionistudstilling i Darmstadt.
Efterhånden udviklede han en teknik med at påføre et tyndt, gennemsigtigt lag maling (lasurfarve)), oliefarver over en temperaundermaling. Enkelte af malerierne blev omstridt, men han solgte en del. Han deltog i Neue Sachlichkeit udstillingen i Mannheim i 1925, sammen med blandt andre: George Grosz, Max Beckmann, Heinrich Maria Davringhausen og Rudolf Schlichter. Både han og Grosz var samfundskritiske, og malede mange scener om livets bagsider, som prostitution, tiggende krigsinvalider, udslidte ældre og døden. Sådan set skildrer han noget af det samme som man finder i Erich Maria Remarques antikrigsroman Intet nyt fra Vestfronten.
Han fik et professorat i kunst ved Dresden-akademiet i 1927, men blev erklæret entartet og frataget sin stilling efter den nationalsocialistiske magtovertagelse. Hans maleri Skyttergraven og Krigskrøblinger blev udstillet til skræk og advarsel og senere brændt. Mange af hans værker registreret som beslaglagt.
Efter en tid i eksil, blev han tvunget ind i den officielle nationalsocialistiske kunstorganisation, men fik kun lov til at male landskabsmalerier. Han malede alligevel et og andet allegorisk maleri med kritik af den nye tids idealer. Han blev arresteret og anklaget for komplot mod Hitler i 1939, men senere løsladt.
I slutningen af krigen blev han indsat i Volkssturm, og sendt til Frankrig, hvor han blev taget til fange af franskmændene. Han kom til en lejr i Colmar i Alsace, hvor mange af de 6000 krigsfanger døde. I lejren fik han lov til at arbejde som kunstner. Han blev løsladt i februar 1946 og vendte tilbage til Hemmenhofen. Efter krigen opholdt han sig regelmæssig i Dresden, som nu var en stærkt udbombet by. Det inspirerede ham til at lave religiøse allegorier, og han fortsatte med at male billeder af krigens lidelser. I Dresden havde han et atelier og elskerinden Käthe König og deres fælles datter, mens hans kone Martha og deres tre børn stadig boede i det store hus i Hemmenhofen..

Blandt hans mest kendte billeder er triptykonet Metropolis (1928) og Porträt die Journalistin Sylvia von Harden (1926).
| - Mindetavle, "Akademie der Künste", Pariser Platz 4, Berlin - Otto Dix-Haus i byen Gera i Tyskland - Otto Dix åbner den 12.4. 1957 en udstilling af hans billeder i Berlin |

## Værker
(Da billederne overvejende befinder sig i tyske samlinger, er titlerne ikke oversat)
| - 1914 – „Selbstbildnis als Soldat“ Kunstmuseum Stuttgart - 1914 – „Selbstbildnis mit Artillerie-Helm“ Bagsiden af "Selbstbildnis als Soldat Kunstmuseum Stuttgart - 1915 – „Selbstbildnis als Mars“ Städtische Kunstsammlung Freital - 1920 – "Streichholzhändler I" Staatsgalerie Stuttgart - 1921 – „Bildnis der Eltern“, Kunstmuseum Basel - 1922 – „An die Schönheit“ Von der Heydt-Museum, Wuppertal - 1923 – „Bildnis Karl Krall“, Von der Heydt-Museum, Wuppertal - 1923 – „Bildnis Frau Martha Dix I“, Kunstmuseum Stuttgart - 1924 – „Der Krieg“, Zyklus aus fünfzig Radierungen - 1924 – "Die Eltern des Künstlers II" Sprengel-Museum, Hannover - 1925 – „Bildnis der Tänzerin Anita Berber“, Kunstmuseum Stuttgart - 1926 – „Schützengraben“, verschollen (destruert) - 1926 – „Porträt der Journalistin Sylvia von Harden“, Musée National d'Art Moderne, Paris | - 1926 – „Der Kunsthändler Alfred Flechtheim“, blandingsteknik på tre, 120 x 80 cm, Neue Nationalgalerie, Berlin - 1926 – "Der Streichholzhändler II", Kunsthalle Mannheim - 1928 – Triptychon „Großstadt“, Kunstmuseum Stuttgart - 1932 – Triptychon „Der Krieg“, Galerie Neue Meister, Dresden - 1933 – „Die sieben Todsünden“, Staatliche Kunsthalle Karlsruhe - 1933 – „Die Tänzerin Tamara Danischewski“, Kunstmuseum Stuttgart - 1934 – "Der Triumph des Todes", Kunstmuseum Stuttgart] - 1935 – „Waldrand mit Buche“, Galerie Michael Haas Berlin - 1936 – „Flandern“, Neue Nationalgalerie, Berlin - 1939 – „Der heilige Christophorus“, Otto-Dix-Haus Gera - 1947 – "Selbst als Kriegsgefangener", Kunstmuseum Stuttgart - 1962 – "Grosse Kreuzaufrichtung" Stadtkirche Sankt Johannes (Bad Saulgau) - Arbejder på papir – Staatliche Graphische Sammlung München, Städtische Galerie Albstadt, Kunstmuseum Stuttgart |

Otto Dix døde i Singen, Tyskland, i 1969. Hans grav befinder sig på kirkegården i Hemmenhofen ved Bodensøen.